# Awkward – Mein sogenanntes Leben/Episodenliste

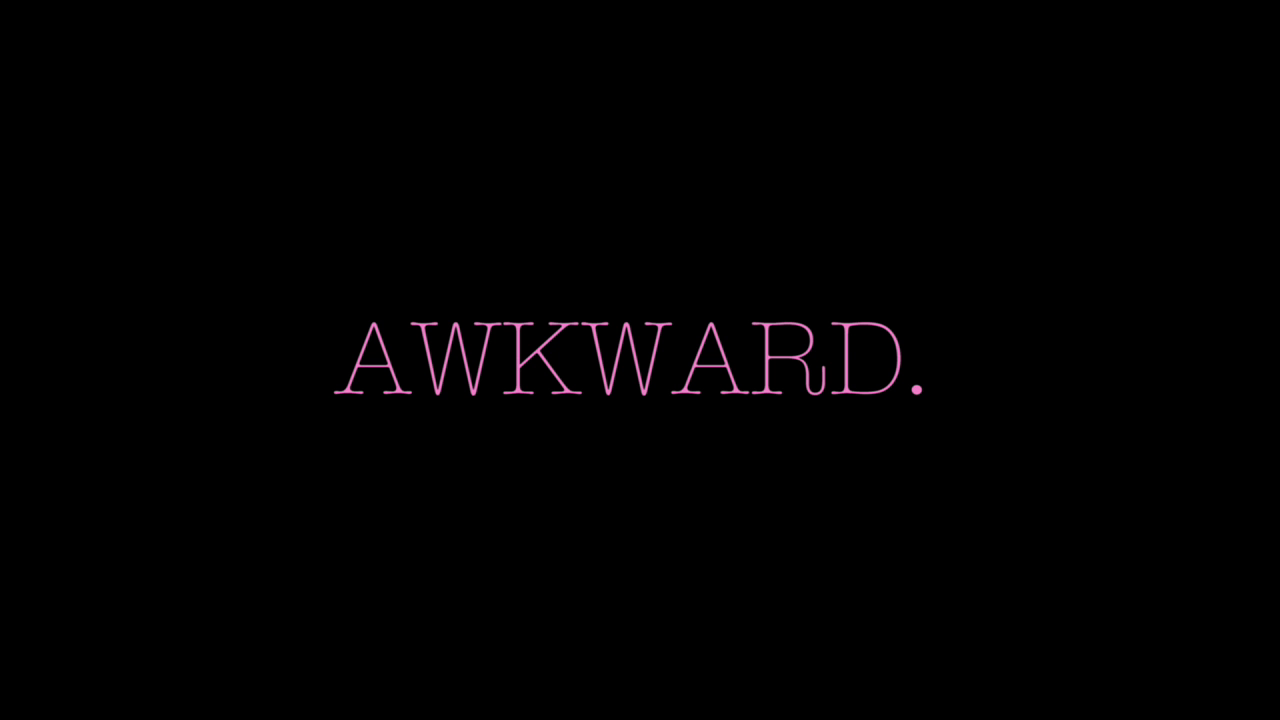
Logo zur Serie

Diese Episodenliste enthält alle Episoden der US-amerikanischen Dramedyserie Awkward – Mein sogenanntes Leben, sortiert nach der US-amerikanischen Erstausstrahlung. Zwischen 2011 und 2016 entstanden in fünf Staffeln insgesamt 89 Episoden mit einer Länge von zwischen 22 und 41 Minuten.

## Übersicht
| Staffel | Episodenanzahl | Erstausstrahlung USA | Erstausstrahlung USA | Deutschsprachige Erstausstrahlung | Deutschsprachige Erstausstrahlung |
| Staffel | Episodenanzahl | Staffelpremiere      | Staffelfinale        | Staffelpremiere                   | Staffelfinale                     |
| ------- | -------------- | -------------------- | -------------------- | --------------------------------- | --------------------------------- |
| 1       | 12             | 19. Juli 2011        | 27. September 2011   | 12. November 2011                 | 14. Januar 2012                   |
| 2       | 12             | 28. Juni 2012        | 20. September 2012   | 23. Januar 2013                   | 6. Februar 2013                   |
| 3       | 20             | 16. April 2013       | 17. Dezember 2013    | 15. September 2013                | 16. März 2014                     |
| 4       | 21             | 15. April 2014       | 25. November 2014    | 4. Mai 2014                       | 30. November 2014                 |
| 5       | 24             | 31. August 2015      | 31. Mai 2016         | 1. September 2015                 | 1. Juni 2016                      |

## Staffel 1
Die Erstausstrahlung der ersten Staffel war vom 19. Juli bis zum 27. September 2011 auf dem US-amerikanischen Fernsehsender MTV zu sehen. Die deutschsprachige Erstausstrahlung sendete VIVA vom 12. November 2011 bis zum 14. Januar 2012.
| Nr. (ges.) | Nr. (St.) | Deutscher Titel                                    | Originaltitel                                | Erstausstrahlung USA | Deutschsprachige Erstausstrahlung (D) | Regie             | Drehbuch                                            |
| ---------- | --------- | -------------------------------------------------- | -------------------------------------------- | -------------------- | ------------------------------------- | ----------------- | --------------------------------------------------- |
| 1          | 1         | Das Ende des unsichtbaren Mädchens                 | Pilot                                        | 19. Juli 2011        | 12. Nov. 2011                         | Millicent Shelton | Lauren Iungerich                                    |
| 2          | 2         | Das Busenfoto-Debakel                              | Knocker Nightmare                            | 26. Juli 2011        | 19. Nov. 2011                         | Ryan Shiraki      | Lauren Iungerich                                    |
| 3          | 3         | Wer sind wir?                                      | The Way We Weren’t                           | 2. Aug. 2011         | 3. Dez. 2011                          | Ryan Shiraki      | Erin Ehrlich                                        |
| 4          | 4         | Das scharlachrote Äuglein                          | The Scarlet Eye                              | 9. Aug. 2011         | 3. Dez. 2011                          | David Katzenberg  | Meredith Philpott                                   |
| 5          | 5         | Jenna lebt                                         | Jenna Lives                                  | 16. Aug. 2011        | 10. Dez. 2011                         | David Katzenberg  | Kelly Fullerton                                     |
| 6          | 6         | Sadies Tagebuch                                    | Queen Bee-atches                             | 23. Aug. 2011        | 17. Dez. 2011                         | Lauren Iungerich  | Lauren Iungerich & Nate Federman                    |
| 7          | 7         | Die tote Stacey                                    | Over My Dead Body                            | 30. Aug. 2011        | 4. Jan. 2012                          | Ryan Shiraki      | Cassie Pappas                                       |
| 8          | 8         | Die Abenteuer von Tante Ally und der kleinen Bitch | The Adventures of Aunt Ally & the Lil’ Bitch | 6. Sep. 2011         | 5. Jan. 2012                          | David Katzenberg  | Lauren Iungerich & Andrew C. Veeder                 |
| 9          | 9         | Süße Sechzehn                                      | My Super Bittersweet Sixteen                 | 13. Sep. 2011        | 9. Jan. 2012                          | David Katzenberg  | Erin Ehrlich                                        |
| 10         | 10        | Das Date                                           | No Doubt                                     | 20. Sep. 2011        | 10. Jan. 2012                         | Patrick Norris    | Kelly Fullerton & Cassie Pappas & Meredith Philpott |
| 11         | 11        | Ich bin Jenna Hamilton                             | I Am Jenna Hamilton                          | 27. Sep. 2011        | 14. Jan. 2012                         | Patrick Norris    | Erin Ehrlich & Lauren Iungerich                     |
| 12         | 12        | Ballkönigin                                        | Fateful                                      | 27. Sep. 2011        | 14. Jan. 2012                         | Lauren Iungerich  | Lauren Iungerich                                    |

## Staffel 2
Die Erstausstrahlung der zweiten Staffel war vom 28. Juni bis zum 20. September 2012 auf dem US-amerikanischen Fernsehsender MTV zu sehen. Die deutschsprachige Erstausstrahlung sendete VIVA vom 23. Januar bis zum 6. Februar 2013.
| Nr. (ges.) | Nr. (St.) | Deutscher Titel                            | Originaltitel                     | Erstausstrahlung USA | Deutschsprachige Erstausstrahlung (D) | Regie            | Drehbuch                        |
| ---------- | --------- | ------------------------------------------ | --------------------------------- | -------------------- | ------------------------------------- | ---------------- | ------------------------------- |
| 13         | 1         | Entscheidungen                             | Resolutions                       | 28. Juni 2012        | 23. Jan. 2013                         | Lauren Iungerich | Lauren Iungerich                |
| 14         | 2         | Sex, Lügen und die Sanctuary               | Sex, Lies and the Sanctuary       | 5. Juli 2012         | 23. Jan. 2013                         | Erin Ehrlich     | Erin Ehrlich                    |
| 15         | 3         | Drei sind einer zu viel                    | Three’s a Crowd                   | 12. Juli 2012        | 23. Jan. 2013                         | David Katzenberg | Kelly Fullerton                 |
| 16         | 4         | Hallo Gott, hier ist Jenna. Hörst du mich? | Are You There God? It’s Me, Jenna | 19. Juli 2012        | 23. Jan. 2013                         | Ryan Shiraki     | Annabel Oakes                   |
| 17         | 5         | Liebe und gebrochene Herzen                | My Love is a Black Heart          | 26. Juli 2012        | 30. Jan. 2013                         | David Katzenberg | Michael J. Cinquemani           |
| 18         | 6         | Was kommt zuerst – Sex oder Liebe?         | What Comes First: Sex or Love?    | 2. Aug. 2012         | 30. Jan. 2013                         | Ryan Shiraki     | Lauren Iungerich                |
| 19         | 7         | Der Nächste muss dran glauben              | Another One Bites the Dust        | 9. Aug. 2012         | 30. Jan. 2013                         | Lauren Iungerich | Lauren Iungerich                |
| 20         | 8         | Immer wieder das Gleiche                   | Time After Time                   | 16. Aug. 2012        | 30. Jan. 2013                         | Lauren Iungerich | Erin Ehrlich & Lauren Iungerich |
| 21         | 9         | Ehebruch im Hause Hamilton                 | Homewrecker Hamilton              | 23. Aug. 2012        | 6. Feb. 2013                          | Joe Nussbaum     | Kelly Fullerton & Vera Herbert  |
| 22         | 10        | Sie liebt mich, sie liebt mich nicht…      | Pick Me, Choose Me, Love Me       | 30. Aug. 2012        | 6. Feb. 2013                          | Joe Nussbaum     | Lauren Iungerich                |
| 23         | 11        | Es war einmal ein Blog…                    | Once Upon a Blog                  | 13. Sep. 2012        | 6. Feb. 2013                          | Michael Blieden  | Erin Ehrlich                    |
| 24         | 12        | Zu schön, um wahr zu sein                  | The Other Shoe                    | 20. Sep. 2012        | 6. Feb. 2013                          | Michael Blieden  | Lauren Iungerich                |

## Staffel 3
Die Erstausstrahlung der dritten Staffel war vom 16. April bis zum 17. Dezember 2013 auf dem US-amerikanischen Fernsehsender MTV zu sehen. Die deutschsprachige Erstausstrahlung sendete MTV vom 15. September 2013 bis zum 16. März 2014. Die Folgen 19 und 20 haben doppelte Laufzeit (42 Minuten).
| Nr. (ges.) | Nr. (St.) | Deutscher Titel            | Originaltitel                     | Erstausstrahlung USA | Deutschsprachige Erstausstrahlung (D) | Regie            | Drehbuch                                 | Quoten (USA) |
| ---------- | --------- | -------------------------- | --------------------------------- | -------------------- | ------------------------------------- | ---------------- | ---------------------------------------- | ------------ |
| 25         | 1         | Cha-cha-cha-changes        | Cha-cha-cha-changes               | 16. Apr. 2013        | 15. Sep. 2013                         | Lauren Iungerich | Lauren Iungerich                         | 2,14 Mio.    |
| 26         | 2         | Responsibly Irresponsible  | Responsibly Irresponsible         | 16. Apr. 2013        | 22. Sep. 2013                         | Lauren Iungerich | Lauren Iungerich                         | 2,14 Mio.    |
| 27         | 3         | A Little Less Conversation | A Little Less Conversation        | 23. Apr. 2013        | 29. Sep. 2013                         | Erin Ehrlich     | Erin Ehrlich                             | 1,34 Mio.    |
| 28         | 4         | Let’s Talk About Sex       | Let’s Talk About Sex              | 30. Apr. 2013        | 6. Okt. 2013                          | Hal Olofsson     | Christy Stratton                         | 1,38 Mio.    |
| 29         | 5         | Indecent Exposure          | Indecent Exposure                 | 7. Mai 2013          | 13. Okt. 2013                         | Joe Nussbaum     | Lauren Iungerich & Michael J. Cinquemani | 1,38 Mio.    |
| 30         | 6         | That Girl Strikes Again    | That Girl Strikes Again           | 14. Mai 2013         | 20. Okt. 2013                         | Joe Nussbaum     | Lauren Iungerich                         | 1,12 Mio.    |
| 31         | 7         | Guilt Trippin              | Guilt Trippin                     | 21. Mai 2013         | 27. Okt. 2013                         | Ryan Shiraki     | Vera Herbert                             | 1,17 Mio.    |
| 32         | 8         | Rubbed Raw and Reeling     | Rubbed Raw and Reeling            | 28. Mai 2013         | 3. Nov. 2013                          | Ryan Shiraki     | Jamie Dooner & Lauren Iungerich          | 1,35 Mio.    |
| 33         | 9         | Reality Check              | Reality Check                     | 4. Juni 2013         | 10. Nov. 2013                         | Lauren Iungerich | Erin Ehrlich                             | 0,99 Mio.    |
| 34         | 10        | Redefining Jenna           | Redefining Jenna                  | 11. Juni 2013        | 17. Nov. 2013                         | Lauren Iungerich | Lauren Iungerich                         | 1,22 Mio.    |
| 35         | 11        | Überraschung!              | Surprise!                         | 22. Okt. 2013        | 12. Jan. 2014                         | Lauren Iungerich | Lauren Iungerich                         | 1,56 Mio.    |
| 36         | 12        | Und was ist dann passiert? | And Then What Happened            | 29. Okt. 2013        | 19. Jan. 2014                         | Lauren Iungerich | Lauren Iungerich                         | 1,21 Mio.    |
| 37         | 13        | Partei ergreifen           | Taking Sides                      | 5. Nov. 2013         | 26. Jan. 2014                         | Steve Cainer     | Erin Ehrlich & Michael J. Cinquemani     | 1,02 Mio.    |
| 38         | 14        | Die böse Saat              | The Bad Seed                      | 12. Nov. 2013        | 2. Feb. 2014                          | Gregory Guzik    | Jen Braeden                              | 1,09 Mio.    |
| 39         | 15        | Ein ganz besonderes Video  | A Very Special Episode of Awkward | 19. Nov. 2013        | 9. Feb. 2014                          | Joe Nussbaum     | Erin Ehrlich                             | 1,06 Mio.    |
| 40         | 16        | Beinahe ein Held           | Less Than Hero                    | 19. Nov. 2013        | 16. Feb. 2014                         | Joe Nussbaum     | Joe Nussbaum                             | 1,06 Mio.    |
| 41         | 17        | Der Wahlkampf              | The Campaign Fail                 | 26. Nov. 2013        | 23. Feb. 2014                         | David Katzenberg | Christy Stratton                         | 1,05 Mio.    |
| 42         | 18        | Die alte Jenna             | Old Jenna                         | 3. Dez. 2013         | 2. März 2014                          | David Katzenberg | Jamie Dooner & Lauren Iungerich          | 1,13 Mio.    |
| 43         | 19        | Gutes Karma                | Karmic Relief                     | 10. Dez. 2013        | 9. März 2014                          | Erin Ehrlich     | Erin Ehrlich                             | 1,03 Mio.    |
| 44         | 20        | Wer will ich sein?         | Who I Want to Be                  | 17. Dez. 2013        | 16. März 2014                         | Joe Nussbaum     | Lauren Iungerich                         | 1,31 Mio.    |

## Staffel 4
Die Erstausstrahlung der vierten Staffel war vom 15. April bis zum 25. November 2014 auf dem US-amerikanischen Fernsehsender MTV zu sehen. Die deutschsprachige Erstausstrahlung sendete MTV vom 4. Mai bis zum 30. November 2014.
| Nr. (ges.) | Nr. (St.) | Deutscher Titel           | Originaltitel           | Erstausstrahlung USA | Deutschsprachige Erstausstrahlung (D) | Regie            | Drehbuch                         | Quoten (USA) |
| ---------- | --------- | ------------------------- | ----------------------- | -------------------- | ------------------------------------- | ---------------- | -------------------------------- | ------------ |
| 45         | 1         | Keine Frau ist eine Insel | No Woman is an Island   | 15. Apr. 2014        | 4. Mai 2014                           | Peter Lauer      | Mike Chessler & Chris Alberghini | 1,63 Mio.    |
| 46         | 2         | Einfach zuhören           | Listen to This          | 22. Apr. 2014        | 11. Mai 2014                          | Ashley Rickards  | Christy Stratton                 | 1,63 Mio.    |
| 47         | 3         | Paten und Engel           | Touched by an Angel     | 29. Apr. 2014        | 18. Mai 2014                          | Jay Karas        | Jenna Lamia                      | 1,25 Mio.    |
| 48         | 4         | Sophomore-Schlampen       | Sophomore Sluts         | 6. Mai 2014          | 25. Mai 2014                          | Jay Karas        | Sarah Walker                     | 1,02 Mio.    |
| 49         | 5         | Der Übernachtungsbesuch   | Overnight               | 13. Mai 2014         | 1. Juni 2014                          | Nell Scovell     | Leila Cohan-Miccio               | 1,08 Mio.    |
| 50         | 6         | Die Krönung               | Crowning Moments        | 20. Mai 2014         | 8. Juni 2014                          | Ryan Shiraki     | Liz Sczudlo                      | 1,05 Mio.    |
| 51         | 7         | Nächtliche Wirrungen      | After Hours             | 27. Mai 2014         | 15. Juni 2014                         | Ryan Shiraki     | Ryan O’Connell                   | 1,19 Mio.    |
| 52         | 8         | Knastgesellen             | Prison Breaks           | 3. Juni 2014         | 22. Juni 2014                         | Ryan Shiraki     | Todd Waldman                     | 1,20 Mio.    |
| 53         | 9         | Mein Motivationsschreiben | My Personal Statement   | 10. Juni 2014        | 29. Juni 2014                         | Peter Lauer      | Allison M. Gibson                | 1,05 Mio.    |
| 54         | 10        | Ab in den Schnee – Teil 1 | Snow Job (1)            | 17. Juni 2014        | 6. Juli 2014                          | Peter Lauer      | Mike Chessler & Chris Alberghini | 1,13 Mio.    |
| 55         | 11        | Ab in den Schnee – Teil 2 | Snow Job (2)            | 17. Juni 2014        | 13. Juli 2014                         | Peter Lauer      | Mike Chessler & Chris Alberghini | 1,22 Mio.    |
| 56         | 12        | Abschlussprüfungen        | Finals                  | 23. Sep. 2014        | 28. Sep. 2014                         | Rebecca Asher    | Leila Cohan-Miccio               | 1,22 Mio.    |
| 57         | 13        | Silvester                 | Auld Lang Party         | 30. Sep. 2014        | 5. Okt. 2014                          | Mike Chessler    | Sarah Walker                     | 1,25 Mio.    |
| 58         | 14        | Willkommen in der Hölle   | Welcome to Hell         | 7. Okt. 2014         | 12. Okt. 2014                         | Chris Alberghini | Ryan O’Connell                   | 1,25 Mio.    |
| 59         | 15        | Fegefeuer der Eitelkeiten | Bonfire of the Vanities | 14. Okt. 2014        | 19. Okt. 2014                         | Gregory Guzik    | Liz Sczudlo                      | 0,95 Mio.    |
| 60         | 16        | #Dramen                   | #Drama                  | 21. Okt. 2014        | 26. Okt. 2014                         | Claire Scanlon   | Steve Yockey                     | 0,93 Mio.    |
| 61         | 17        | Der New-Sex-Deal          | The New Sex Deal        | 28. Okt. 2014        | 2. Nov. 2014                          | Claire Scanlon   | Todd Waldman                     | 1,02 Mio.    |
| 62         | 18        | Mädels und ihre Regeln    | Girl Rules              | 4. Nov. 2014         | 9. Nov. 2014                          | Uta Briesewitz   | Jenna Lamia                      | 0,82 Mio.    |
| 63         | 19        | Über den Berg             | Over the Hump           | 11. Nov. 2014        | 16. Nov. 2014                         | Uta Briesewitz   | Allison M. Gibson                | 1,27 Mio.    |
| 64         | 20        | Spring Break – Teil 1     | Sprang Break (1)        | 18. Nov. 2014        | 23. Nov. 2014                         | Peter Lauer      | Mike Chessler & Chris Alberghini | 0,91 Mio.    |
| 65         | 21        | Spring Break – Teil 2     | Sprang Break (2)        | 25. Nov. 2014        | 30. Nov. 2014                         | Peter Lauer      | Mike Chessler & Chris Alberghini | 1,04 Mio.    |

## Staffel 5
Anfang Oktober 2014 gab der US-amerikanische Fernsehsender MTV die Verlängerung um eine fünfte und letzte Staffel bekannt. Die Erstausstrahlung fand vom 31. August 2015 bis zum 24. Mai 2016 statt. Die deutschsprachige Erstausstrahlung sendete MTV vom 1. September 2015 bis zum 1. Juni 2016.
| Nr. (ges.) | Nr. (St.) | Deutscher Titel                              | Originaltitel                                       | Erstausstrahlung USA | Deutschsprachige Erstausstrahlung (D) | Regie            | Drehbuch                                         | Quoten (USA) |
| ---------- | --------- | -------------------------------------------- | --------------------------------------------------- | -------------------- | ------------------------------------- | ---------------- | ------------------------------------------------ | ------------ |
| 66         | 1         | Streich-Amateure                             | Prank Amateurs                                      | 31. Aug. 2015        | 1. Sep. 2015                          | Peter Lauer      | Mike Chessler                                    | 1,29 Mio.    |
| 67         | 2         | Die Kurzschluss-Party                        | Short Circuit Party                                 | 7. Sep. 2015         | 8. Sep. 2015                          | Peter Lauer      | Chris Alberghini                                 | 0,68 Mio.    |
| 68         | 3         | Jenna im Wunderland                          | Jenna in Wonderland                                 | 14. Sep. 2015        | 15. Sep. 2016                         | Gregory Guzik    | Anna Christopher                                 | 0,76 Mio.    |
| 69         | 4         | Jahrbuch-Chaos                               | Now You See Me, Now I Don’t                         | 21. Sep. 2015        | 22. Sep. 2015                         | Chris Alberghini | Ryan O’Connell                                   | 0,53 Mio.    |
| 70         | 5         | Das Entlobungs-Dinner                        | The Dis-Engagement Dinner                           | 28. Sep. 2015        | 29. Sep. 2015                         | Ashley Rickards  | Shawn Simmons                                    | 0,75 Mio.    |
| 71         | 6         | Es ist noch lange nicht vorbei               | Don’t Dream It’s Over                               | 5. Okt. 2015         | 6. Okt. 2015                          | Brian Dannelly   | Leila Cohan-Miccio                               | 0,58 Mio.    |
| 72         | 7         | Die große Enthüllung                         | The Big Reveal                                      | 12. Okt. 2015        | 13. Okt. 2015                         | Joanna Kerns     | Allison M. Gibson                                | 0,50 Mio.    |
| 73         | 8         | Ein unerwartetes Angebot                     | An Indecent Promposal                               | 19. Okt. 2015        | 20. Okt. 2015                         | Mike Chessler    | Sarah Walker                                     | 0,71 Mio.    |
| 74         | 9         | Sag Nein zum Kleid                           | Say No to the Dress                                 | 26. Okt. 2015        | 27. Okt. 2015                         | Uta Briesewitz   | Jenna Lamia                                      | 0,63 Mio.    |
| 75         | 10        | Ende gut, alles gut?                         | Reality Does Not Bite                               | 2. Nov. 2015         | 3. Nov. 2015                          | Uta Briesewitz   | Jenna Lamia                                      | 0,81 Mio.    |
| 76         | 11        | Abschluss-Monster                            | The Graduates                                       | 9. Nov. 2015         | 10. Nov. 2015                         | Peter Lauer      | Mike Chessler                                    | 0,78 Mio.    |
| 77         | 12        | Wenn der Morgen grau(s)t.                    | Holding On and Letting Go                           | 16. Nov. 2015        | 17. Nov. 2016                         | Peter Lauer      | Chris Alberghini                                 | 0,74 Mio.    |
| 78         | 13        | Das College hat mich selbstbewusster gemacht | I’m the Kind of Girl Who Found Her Voice in College | 15. März 2016        | 16. März 2016                         | Peter Lauer      | Mike Chessler                                    | 0,52 Mio.    |
| 79         | 14        | Was geschah im letzten Jahr?                 | WTF Happened Last Year?                             | 22. März 2016        | 23. März 2016                         | Gail Lerner      | Anna Christopher                                 | 0,58 Mio.    |
| 80         | 15        | Neue und alte Freunde                        | The Friend Connection                               | 29. März 2016        | 30. März 2016                         | Mike Chessler    | Sarah Walker                                     | 0,48 Mio.    |
| 81         | 16        | Nimmer beste Freunde                         | Best Friends For Never                              | 5. Apr. 2016         | 6. Apr. 2016                          | Mike Chessler    | Ryan OConnell                                    | 0,52 Mio.    |
| 82         | 17        | Eine Party mit Folgen                        | Fireworks                                           | 12. Apr. 2016        | 13. Apr. 2016                         | Jeff Melman      | Allison M. Gibson                                | 0,54 Mio.    |
| 83         | 18        | Tiefe Gefühle                                | Digging Deep                                        | 19. Apr. 2016        | 20. Apr. 2016                         | Steve Gainer     | Leila Cohan-Miccio                               | 0,59 Mio.    |
| 84         | 19        | Plötzlich erfolgreich                        | Girls Gone Viral                                    | 26. Apr. 2016        | 27. Apr. 2016                         | Beau Mirchoff    | Sarah Walker & Jenna Wycoff Idee: Ryan O’Connell | 0,55 Mio.    |
| 85         | 20        | Missgeschicke beim Babysitten                | Misadventures in Babysitting                        | 3. Mai 2016          | 4. Mai 2016                           | Anna Mastro      | Jenna Lamia                                      | 0,70 Mio.    |
| 86         | 21        | Sünden                                       | Living in Sin                                       | 10. Mai 2016         | 11. Mai 2016                          | Chris Alberghini | Leila Cohan-Miccio                               | 0,49 Mio.    |
| 87         | 22        | Wo das Herz zu Hause ist                     | Home Again, Home Again                              | 17. Mai 2016         | 18. Mai 2016                          | Chris Alberghini | Jenna Lamia                                      | 0,59 Mio.    |
| 88         | 23        | Zweite Chancen                               | Second Chances                                      | 24. Mai 2016         | 25. Mai 2016                          | Peter Lauer      | Chris Alberghini                                 | 0,46 Mio.    |
| 89         | 24        | Glückliche Camper, Glückliche Pfade          | Happy Campers. Happier Trails                       | 31. Mai 2016         | 1. Juni 2016                          | Peter Lauer      | Chris Alberghini & Mike Chessler                 | 0,38 Mio.    |